# فرسان مالطة

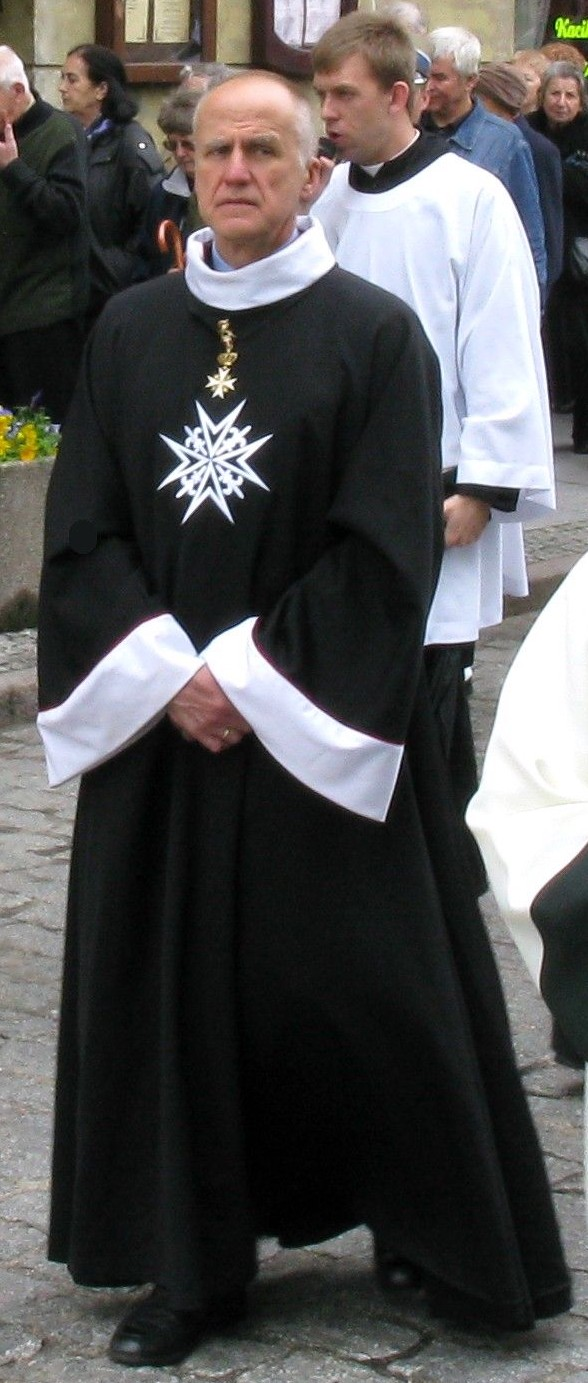
فارس شرف في القرن 21

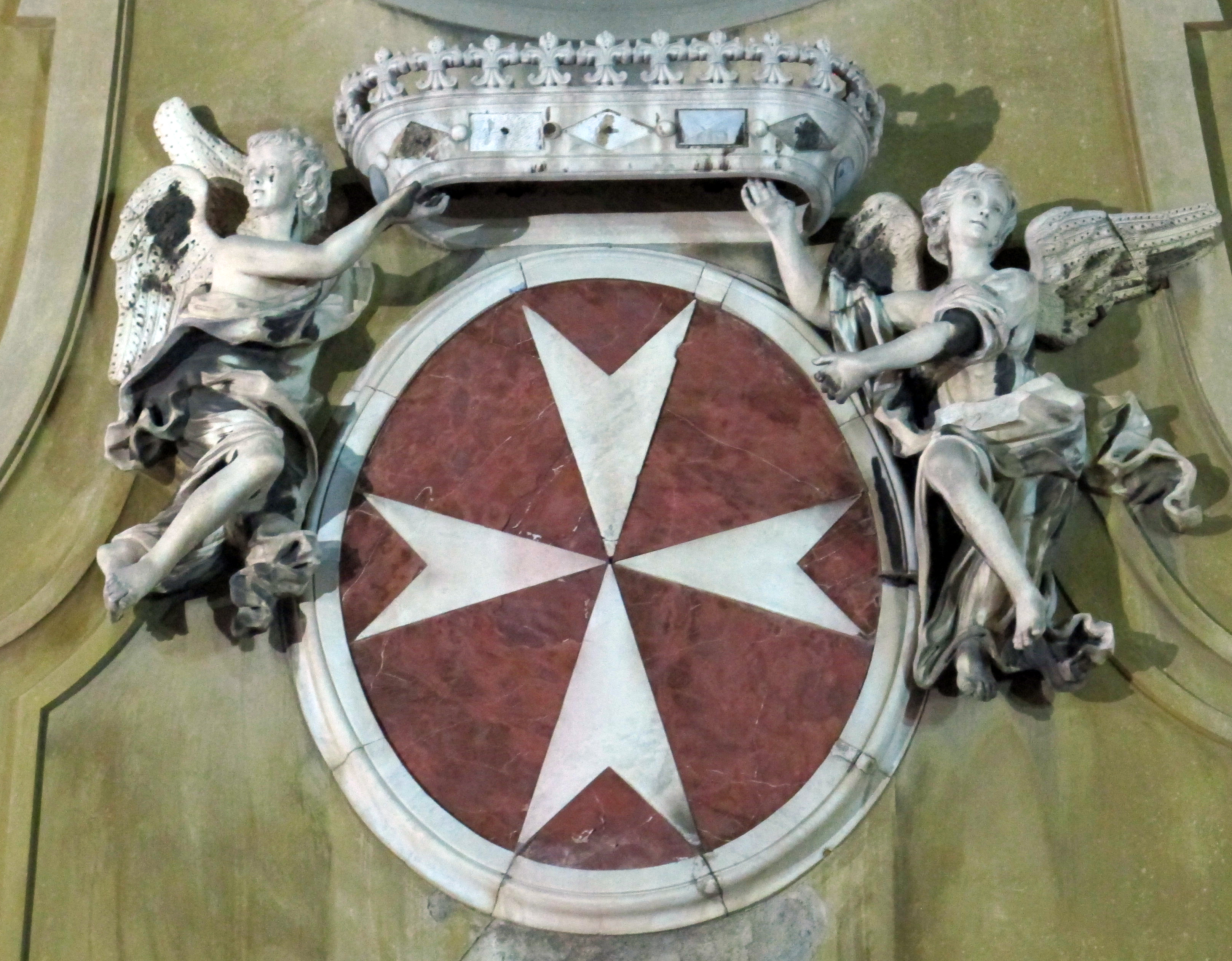
شعار نبالة الفرسان، واجهة كنيسة سان داي جيوفانينو كافاليري، فلورنسا.

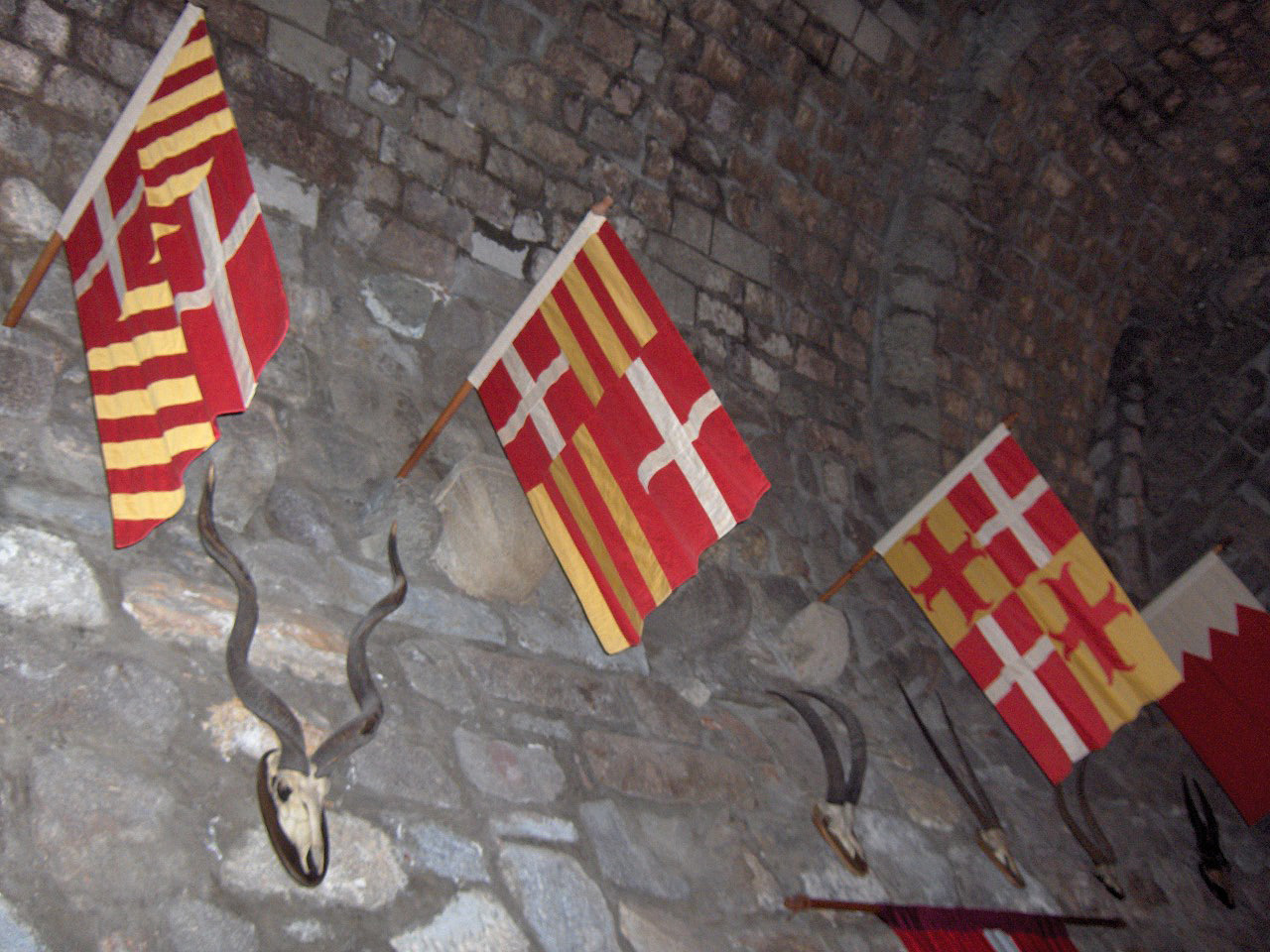
أعلام الفرسان عند قلعة القديس بطرس في بودروم، تركيا
(من اليسار إلى اليمين: فابريتسيو كاريتو (1513-1514)؛ أماوري دامبروز (1503-1512)؛ بيير دوبوسون (1476-1503)؛ جاك دي ميلي (1454-1451)

فرسان مالطا أو نظام السيادة العسكرية لفرسان مستشفى القديس يوحنا الأورشليمي من رودس ومالطا (باللاتينية: Supremus Ordo Militaris Hospitalis Sancti Ioannis Hierosolymitani Rhodius et Melitensis) هي نسخة مطابقة لدولة جمهورية مالطة، منظمة كاثوليكية علمانية ذات طبيعة عسكرية وشهامة ونبالة، تأسست أولاً باسم فرسان الإسبتارية في حوالي 1099 في مملكة بيت المقدس من قبل الراهب البندكتي الإيطالي جيراردو ساسو (بالإيطالية: Gerardo Sasso)، وهي من أقدم الفروسية الشهمة الباقية في العالم. ويعد مقرها في قصر مالطة في روما، وتعتبر على نطاق واسع ذات سيادة حسب القانون الدولي، واحدة من المهام الأساسية للفرسان «دعم الوجود المسيحي في الأراضي المقدسة»، ونشاطها الأساسي المعلن يقوم على جمع التبرعات وإنفاقها على مساعدة الدول المضيفة لها ببرامج خدماتية خيرية طبية بالإضافة إلى الهدف الأساسي ألا وهو حماية الحق المسيحي في الحج إلى القدس.
منظمة فرسان مالطا هي استمرارية لفرسان الإسبتارية والتي نأشت خلال العصور الوسطى، تعود أصول الفرسان من خلال مستشفى فراتيرنيتاس هوسبيتالاريا (باللاتينية: Fraternitas Hospitalaria) والذي تأسس في حوالي عام 1048 من قِبل التجار المسيحيين في منطقة مورستان بالقدس في فلسطين التاريخية في غرب القارة الآسيوية، خلال عصر الدولة الفاطمية، وذلك لتوفير الرعاية الطبية للحجاج إلى الأراضي المقدسة. وبعد احتلال القدس من قبل القوات الصليبية عام 1099 خلال الحملة الصليبية الأولى وسقوط مملكة بيت المقدس على يد المماليك، قام الفرسان باعتبارهم فرساناً عسكريين بحماية المسيحيين من الإضطهاد الذي تعرضوا له من قبل المسلمين، كما واعترفت بسياديّة الفرسان في عام 1113 من قبل البابا باسكال الثاني. سيطر الفرسان على قبرص (1291-1310)، ورودس (1310-1523)، ومالطا (1530-1798)، وقد حكموا جزيرة مالطا حتى سقوطها على يد الاحتلال الفرنسي لمالطا وترك فرسان مالطا العديد من البصمات والآثار المعماريّة والاجتماعية والسياسيّة في الجزيرة، وتحول مقرهم الرئيسي إلى قصر مالطا في الفاتيكان في عام 1834 وتعد مريم العذراء راعية وشفيعة المنظمة.
تعتبر منظمة دولية ودولة في آن واحد. رئيسها الحالي منذ 1988 هو الأمير البريطاني أندرو بيرتي وهو أول إنجليزي يرأس المنظمة منذ عام 1277، كما أنه الرئيس الثامن والسبعون للمنظمة منذ تأسيسها، ويحمل رتبة كاردينال ويستمر حكم رئيس دولة فرسان مالطة (السيد الأكبر أو الغراند ماستر) حتى وفاته قبل أن يخلفه ماثيو فستينغ عام 2008، ويرأس مجلسًا يتألف من ستة وعشرين فارسًا يساعدونه على تسيير شؤون المنظمة. ويحتفظ الكيان بالسيادة بموجب القانون الدولي، بما في ذلك وضعها في الأمم المتحدة كمراقب دائم، ولها اعتراف إيطالي كدولة، إلى جانب 96 دولة أخرى منها ستة دول عربية وهي مصر، والسودان، ولبنان، والأردن، والمغرب وموريتانيا. وتقوم المنظمة بإصدار الطوابع وجوازات السفر الخاصة بها والعملات والطوابع مع شارة الصليب المالطي.
تضم فرسان مالطا حوالي 13,500 فارس، وتوظف حوالي 25,000 طبيب وممرض ومساعد طبيب إلى جانب 80,000 متطوع في أكثر من 120 دولة، وتقوم المنظمة بمساعدة الأطفال والمشردين، والمعوقين، واللاجئين، والشيوخ، والمرضى الميؤوس من شفائهم والبرص في جميع أنحاء العالم دون تمييز حسب العرق أو الدين. وتقوم فرق فرسان مالطا في جميع أنحاء العالم بأعمال الإغاثة، ومساعدات ضحايا الكوارث الطبيعية والأوبئة والحروب. في العديد من البلدان، بما في ذلك فرنسا وألمانيا وجمهورية أيرلندا والجمعيات المحلية للفرسان تعد مصادر هامة لخدمات الطوارئ الطبية والتدريب.

## تاريخ جماعة فرسان مالطة

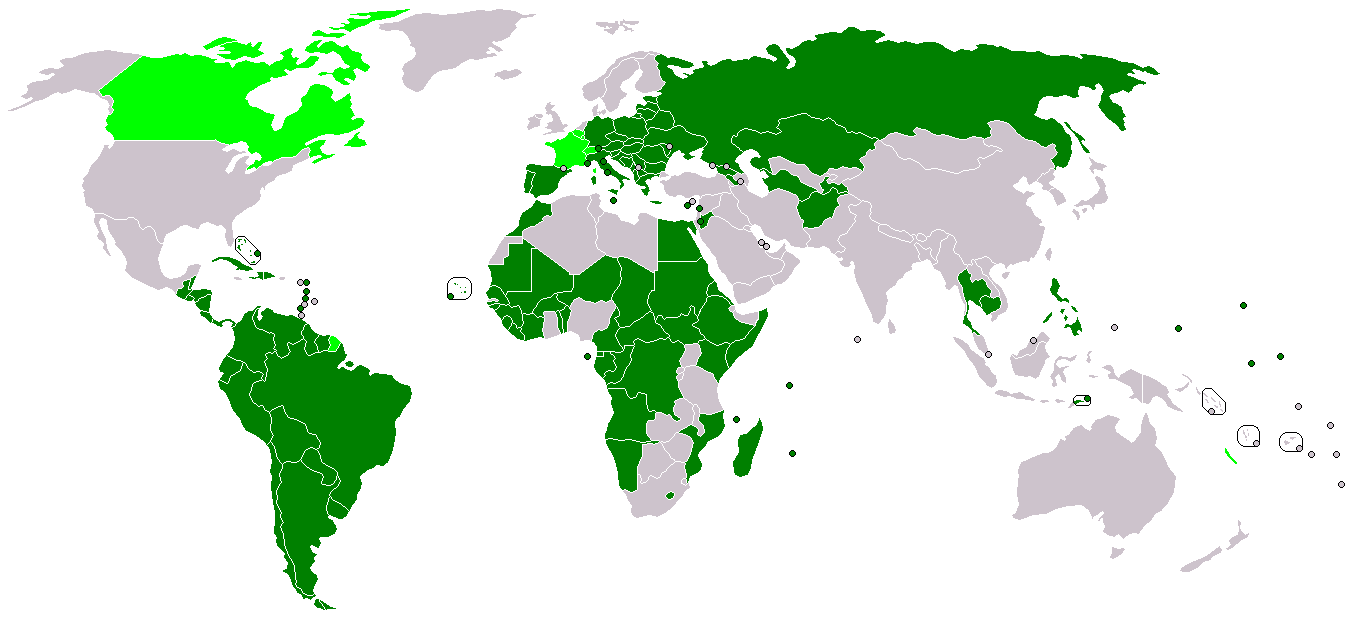
العلاقات الدولية مع فرسان مالطه
علاقات دبلوماسية
علاقات أخرى

تأسست منظمة مالطا كهيئة خيرية من قبل بعض التجار الإيطاليين عام 1050 لرعاية الحجاج المسيحيين في الأراضي المقدسة، فتم في تلك الحقبة إنشاء مستشفى القديس يوحنا في القدس لهذه الغاية إضافة إلى دير ومدرسة.
إثر السيطرة الصليبية على القدس عام 1099، باتت الهيئة التي أصبحت تعرف «بالمنظمة الاستشفائية» والتي ضمت فرساناً من المتدينين لقبوا بفرسان المستشفى، تحت رعاية الكرسي الرسولي بعد اعتراف البابا باسكال الثاني بها في العام 1113. وهي لم تخضع منذ ذاك الحين لأي سلطة دينية أو مدنية.
بعد انحسار السيطرة الصليبية على القدس، انسحب الفرسان إلى قبرص، ومن ثم رودوس، فمالطا حيث مارسوا السيادة المطلقة إلى حين طردهم نابوليون بونابارت منها عام 1798 بعدما اعتبر تلك الجزيرة موقعاً استراتيجياً يساعده في حملته إلى مصر.
لم يحارب الفرسان قوات نابليون الغازية للجزيرة آنذاك لأن تنظيمهم كان يحرّم عليهم في تلك الحقبة قتال المسيحيين، وعلى رغم أن معاهدة أميان (Amiens) اعترفت لهم بحقوقهم السيادية على مالطا إلا أن الفرسان لم يعودوا إليها قط. فاستقرت المنظمة عام 1834 في روما محتفظة بكيانها السيادي، منذ ذلك الحين، وتابعت أعمالها الخيرية التي توسعت شيئاً فشيئاً وأصبحت تطال كل الشرائح والمناطق المهمشة والمنكوبة في العالم من كل الأديان والجنسيات.
بدأ ظهور فرسان مالطة عام 1070م كهيئة خيرية أسسها بعض التجار الإيطاليين لرعاية مرضى الحجاج المسيحيين في مستشفى قديس القدس يوحنا قرب كنيسة القيامة في بيت المقدس، وظل هؤلاء يمارسون عملهم في ظل سيطرة الدولة الإسلامية، وقد أطلق عليهم اسم فرسان المستشفى تمييزاً لهم عن هيئات الفرسان التي كانت موجودة في القدس آنذاك مثل فرسان المعبد والفرسان التيوتون، والمؤكد أنهم ساعدوا الغزو الصليبى فيما بعد.
إثر السيطرة الصليبية على القدس عام 1099، باتت الهيئة التي أصبحت تعرف «بالمنظمة الاستشفائية» والتي ضمت فرساناً من المتدينين لقبوا بفرسان المستشفى، تحت رعاية الكرسي الرسولي بعد اعتراف البابا باسكال الثاني بها في العام 1113. وهي لم تخضع منذ ذاك الحين لأي سلطة دينية أو مدنية.
كان التزايد الكبير في أعداد الحجاج المسيحيين إلى مدينة القدس في بداية القرن الحادى عشر لاتجاه بعض التجار الإيطاليين للحصول على حق إدارة الكنيسة اللاتينية من حكام المدينة المسلمين، وكان يلحق بهذه الكنيسة مستشفى للمرضى والحجاج يسمى مستشفى القديس يوحنا الأورشليمى كذلك استطاع تجار مدينة أمالفى 1070 م تأسيس جمعية خيرية في بيمارستان قرب كنيسة القيامة في بيت المقدس للعناية بفقراء الحجاج، ومن اسم المستشفى أطلق عليهم اسم فرسان المستشفى أوالتي حرفت إلى الهوسبتاليين في اللغة العربية، ولم يلبث أولئك الهوسبتاليين أن دخلوا تحت لواء النظام الديرى البندكتى المعروف في غرب أوروبا، وصاروا يتبعون بابا روما مباشرة بعد أن اعترف البابا باسكال الثاني بتنظيمهم رسميا في 15 فبراير 1113 م، وهكذا أصبح نظامهم يلقى مساندة من جهتين: تجار أمالفى وحكام البروفانس في فرنسا.
تأسست منظمة مالطا كهيئة خيرية من قبل بعض التجار الإيطاليين عام 1050 لرعاية الحجاج المسيحيين في الأراضي المقدسة، فتم في تلك الحقبة إنشاء مستشفى القديس يوحنا في القدس لهذه الغاية إضافة إلى دير ومدرسة.
إثر السيطرة الصليبية على القدس عام 1099، باتت الهيئة التي أصبحت تعرف «بالمنظمة الاستشفائية» والتي ضمت فرساناً من المتدينين لقبوا بفرسان المستشفى، تحت رعاية الكرسي الرسولي بعد اعتراف البابا باسكال الثاني بها في العام 1113. وهي لم تخضع منذ ذاك الحين لأي سلطة دينية أو مدنية.
بعد انحسار السيطرة الصليبية على القدس، انسحب الفرسان إلى قبرص، ومن ثم رودوس، فمالطا حيث مارسوا السيادة المطلقة إلى حين طردهم نابوليون بونابارت منها عام 1798 بعدما اعتبر تلك الجزيرة موقعاً استراتيجياً يساعده في حملته إلى مصر.
لم يحارب الفرسان قوات نابليون الغازية للجزيرة آنذاك لأن تنظيمهم كان يحرّم عليهم في تلك الحقبة قتال المسيحيين، وعلى رغم أن معاهدة أميان (Amiens) اعترفت لهم بحقوقهم السيادية على مالطا إلا أن الفرسان لم يعودوا إليها قط. فاستقرت المنظمة عام 1834 في روما محتفظة بكيانها السيادي، منذ ذلك الحين، وتابعت أعمالها الخيرية التي توسعت شيئاً فشيئاً وأصبحت تطال كل الشرائح والمناطق المهمشة والمنكوبة في العالم من كل الأديان والجنسيات.

## الحروب الصليبية
وعندما قامت الحرب الصليبية الأولى 1097م وتم الاستيلاء على القدس أنشأ رئيس المستشفى جيرارد دى مارتيز تنظيماً منفصلاً اسماه رهبان مستشفى قديس القدس يوحنا وهؤلاء بحكم درايتهم بأحوال البلاد قدموا مساعدات قيمة للصليبيين وخاصة بعد أن تحولوا إلى نظام فرسان عسكريين بفضل ريموند دو بوى خليفة مارتينز الذي أعاد تشكيل التنظيم على أساس عسكري مسلح باركه البابا أنوست الثاني 1130، حتى قيل إن الفضل في بقاء مدينة القدس في يد الصليبيين واستمرار الحيوية في الجيوش الصليبية يعود بالأساس إلى فرسان الهوسبتاليين بجانب فرسان المعبد.
وقد كان تشكيل تنظيم الهوسبتاليين ينقسم إلى ثلاث فئات:
- عنصر فرسان العدل الذين هم من أصل نبيل نبلاء وأصبحوا فرساناً.
- القساوسة الذين يقومون بتلبية الاحتياجات الروحية للتنظيم.
- إخوان الخدمة وهم الذين ينفذون الأوامر الصادرة إليهم.

فضلا عن الأعضاء الشرفيين ويسمون الجوادين الذين يساهمون بتقديم الأموال والأملاك للتنظيم وبفضل عوائد هذه الأملاك وكذلك الهبات والإعانات عُشر دخل كنائس بيت المقدس كان مخصصًا لمساعدة فرسان القديس يوحنا أخذ نفوذ الفرسان ينمو ويتطور حتى أصبحوا أشبه بكنيسة داخل الكنيسة.
بعد هزيمة الصليبيين في موقعة حطين عام 1187 م على يد صلاح الدين الأيوبى هرب الفرسان الصليبيون إلى البلاد الأوروبية.
وبسقوط عكا 1291 م طرد الصليبيين نهائيا من الشام واتجهت هيئات الفرسان إلى نقل نشاطها إلى ميادين أخرى؛ فاتجه الفرسان التيوتون نحو شمال أوروبا حيث ركزوا نشاطهم الدينى والسياسى قرب شواطئ البحر البلطيقي، ونزح الداوية أو فرسان المعبد إلى بلدان جنوب أوروبا وخاصة فرنسا حيث قضى عليهم فيليب الرابع فيما بعد 1307: 1314 م.

## الاستيلاء علىليبيا
أما فرسان الهوسبتالية الذين ظل وجودهم حتى اليوم فقد اتجهوا في البداية إلى مدينة صور ثم إلى المرج في ليبيا حاليا ومنها إلى عكا ثم ليماسول في قبرص 1291 م. ومن قبرص استمروا في مناوشة المسلمين عن طريق الرحلات البحرية ومارسوا أعمال القرصنة ضد سفن المسلمين، إلا أن المقام لم يطب لهم هناك فعمد رئيسهم وليم دى فاليت للتخطيط لاحتلال رودس وأخذها من العرب المسلمين وهو ما قام به أخوه وخليفته توك دى فاليت في حرب صليبية خاصة 1308 - 1310 ليصبح اسم نظام الفرسان الجديد يسمى النظام السيادى لرودس أو النظام السامى لفرسان رودس. وفي رودس أنشأ تنظيم الهوسبتاليين مراكزه الرئيسة وازدادت قوته ونفوذه خاصة بعد أن تم حل تنظيم فرسان المعبد وآلت بعض ثرواته للهوسبتاليين.

## الاستيلاء علىمالطا
كانت رودس موقعاً استراتيجياً هاماً (18كم عن ساحل آسيا الصغرى، 1410كم²) لتهديد الأمن شرقي البحر المتوسط، ومع تزايد عمليات القرصنة سعى العثمانيون للاستيلاء عليها للخلاص من تهديد التنظيم، وكان أهم حصارين عثمانيين عامي 1310، و1480. في النهاية وعقب هجومهم على سفنٍ مسلمةٍ ومنها سفينة حجاجٍ عزم السلطان سليمان القانوني على فتح رودس. عندما سمع رئيس التنظيم بالحملة عرض المهادنة ودفْعِ الجزية ليكسب الوقت ريثما يستجلب دعماً من أوروبا فرفض السلطان، وبعد حصارٍ قاسٍ قاده السلطان بنفسه عام 1522 فُتحت الجزيرة وأجبر رئيس التنظيم فيليب دى ليل آدام على الاستسلام. سمح القانوني برغم ذلك للتنظيم بالرحيل عن الجزيرة في أول كانون الأول/يناير 1523 فتوزعوا على عدة مدنٍ أهمها روما حيث بقوا تحت رعاية بابا روما.
عام 1524 عرض الإمبراطور الروماني المقدس شارلكان مالطا على التنظيم بصفته ملكاً على صقلية (كانت مالطا من أملاكها). لم يقبل التنظيم في البداية لأنها عنت خضوعه للإمبراطور (قالوا ليست رحبة جداً وليس من السهل الدفاع عنها)، ولكن بعد مفاوضاتٍ طويلةٍ وافق عليها بالإضافة لطرابلس الغرب (كانت تتبع صقلية منذ 1511) على أن يكون له استقلاله وسيادته على الأرخبيل (316 كم²)، وأن توفر له الإمدادات الضرورية من صقلية. كان ذلك في 24 مارس/آذار 1530، وصادق البابا كليمنت السابع على ذلك في 25 أبريل/نيسان 1530، وفي 26 أكتوبر/تشرين الأول 1530 أعلن التنظيم تغيير اسمه إلى «منظمة فرسان مالطا ذات السيادة للعسكريين» أو اختصاراً «النظام السيادي لفرسان مالطا»، ومنها استمدوا اسمهم «فرسان مالطة».
لم يكن عرض شارلكان رغبةً بمساعدة التنظيم ولكن عن حاجةٍ إستراتيجية، فمالطا الصغيرة ذات الموقع الاستراتيجي الهام المتوسط بين إفريقيا وأوروبا وسط البحر المتوسط (منتصف المسافة بين بيروت شرقاً وجبل طارق غرباً) بحاجةٍ لحاميةٍ قويةٍ وإلا فإن مصيرها لابد وأن ينتهي بالوقوع بيد المجاهدين البحريين المسلمين الذين يقاومون مخططات شارلكان في الاستيلاء على شمال إفريقيا، وعندها ستصبح قاعدةً ضد الأساطيل الصليبية في المتوسط، فهو كان بحاجةٍ لمن يتفرغ للدفاع عنها وكان التنظيم مثالياً لتلك المهمة.
استطاع رئيسهم جان دى لافاليت أن يقوي دفاعاتهم ضد الأتراك العثمانيين مصدر خوفهم وأن يبني مدينة فاليتا -عاصمة مالطة حالياً- التي أطلق عليها اسمه وكان مما ساعد على ترسيخ وجودهم معركة ليبانت البحرية 1571 م، بين الروم والعثمانيين مما أبعد خطر الأتراك ووفر لنظام الفرسان جواً من الهدوء.
توسع النظام كثيرا حتى إن الملك لويس الرابع عشر تنازل له في 1652 عن مجموعة من الجزر في الأنتيل منها:
سان كيرستوف، سان بارتليمي، وسان كوزوا، وصدق على ذلك في 1653 إلا أن صعوبة المواصلات مع هذه الجزر اضطر النظام للتنازل عنها لشركة فرنسية 1655 وظل النظام في مالطة تحت حماية إمبراطور الدولة الرومانية والكرسي الرسولي وفرنسا وإسبانيا وانتشر سفراؤه في بعض الدول وهو ما كان يعني اعترافًا بالسيادة الشخصية للسيد الكبير للنظام أو رئيس الفرسان.
يعتبر تاريخ مالطا تحت حكم فرسان القديس يوحنا (1530-1798) عمومًا بمثابة «العصر الذهبي» للهندسة المعمارية والفنون والصحة والتعليم، خاصةً بين أواخر 1560 وأوائل عقد 1770.

## الخروج من مالطا
وبقيام الثورة الفرنسية 1789 وغزوها إيطاليا فقد الفرسان الصليبيون ممتلكاتهم وامتيازاتهم في فرنسا وإيطاليا وانتهى بهم الأمر بفقد مقرهم في جزيرة مالطة نفسها وطردهم منها على يد نابليون أثناء حملته على مصر عام 1798 م، فأقاموا بصفة مؤقتة في تريستي في إيطاليا تحت ضغط من بلاط فينيسيا، وعندما استولى الأميرال هوراشيو نيلسون على مالطة من الفرنسيين أقرت اتفاقية الأمنيس عودة الجزيرة للفرسان 1802، إلا أن كونغرس فاليتا عاصمة مالطة أسند إدارة الجزيرة للإمبراطورية البريطانية وبالتالي انقطع اتصال الفرسان نهائيا بمالطة - دولة مالطة الحالية ليست هي فرسان مالطة - وانقسموا بين البلاد حيث اتجه العديد منهم إلى سان بطرسبرغ وبالتالي أصبح نظامهم الكاثوليكي الروماني الذي يحظى برعاية البابا يخضع لقانون الإمبراطورية الروسية الأرثوذكسية واتجه جزء آخر إلى كاتانيا وفيرارا وروما، وفي هذه الأثناء اختير جيوفاني باتيستا تومازي عام 1803 ليكون آخر الرؤساء الكبار للتنظيم.
وبحلول 1805 أصبح الفرسان بلا رئيس حاكم، ومنذ 1834 ونظام الفرسان يمارس شؤونه من روما بصفة رسمية باسم العمل الخيرى وفي نطاق المستشفيات عملهم الأول وقت إنشائهم حتى أصبح نظامهم أشبه بهيئة خيرية لا تزال تسيطر عليها الروح الصليبية، وأخذت في التوسع حتى فتحت جمعية لها في الولايات المتحدة الأمريكية 1926.
أما في فرنسا فقد استمرت محاولات إحياء النظام، وإن كان إنشاء التنظيم لم يكن له اتصال عضوى بالتنظيم القديم والذي استقر نهائيا في روما، كما انتقل بعض أفراد هذا النظام إلى الولايات المتحدة الأمريكية وعاشوا فترات الحروب الأهلية وقد أصبح رمز نظام القديس يوحنا المعمدان هو صليب أبيض معلق بحبل أسود ولذلك أصبح فرسان الهوسبتالية يعرفون بفرسان الصليب الأبيض.

## التعريف عنها في إطار القانون الدولي
منظمة مالطا ذات السيادة (بالإنكليزية The Sovereign Military Hospitaller Order of Saint John of Jerusalem of Rhodes and of Malta)) هي جماعة كاثوليكية مقرها في العاصمة الإيطالية، روما، يعترف بها القانون الدولي ككيان ذي سيادة، وتتمتع بالتالي بحق إصدار جوازسفرخاصة بها، إضافة إلى طوابع بريدية، وقطع نقدية ذات قيمة معنوية لا تستخدم كعملة.
تجمع هذه المنظمة بين الحالة الرهبانية والفروسيةبما يجعلها المؤسسة الدينية الوحيدة ضمن الكنيسة الكاثوليكية التي تضم فرساناً ارتبطوا منذ تأسيسها بالنذور الرهبانية الثلاث وهي: الفقر والعفة والطاعة.
تقيم المنظمة علاقات دبلوماسية مع 103 دول منها 8 دول عربية (الأردن، السودان، الصومال، جزر القمر، لبنان، مصر، المغرب وموريتانيا) وما يزيد عن 28 دولة إسلامية. علماً بأن منظمة مالطا لا تقيم علاقات دبلوماسية مع دولة إسرائيل.
للمنظمة بعثات دائمة لدى كل من:
- منظمة الأمم المتحدة في نيويورك، جنيف وفيينا
- الأونيسكو في باريس.
- الفاو في روما.
- برنامج الغذاء العالمي برنامج الأغذية العالمي في روما.
- منظمة الصحة العالمية في جنيف
- مفوضية الأمم المتحدة السامية للاجئين في جنيف.
- مفوضية الأمم المتحدة السامية لحقوق الإنسان في جنيف.
- اليونيدو UNIDO في فيينا.
- الوكالة الدولية للطاقة الذرية في فيينا.

كما تنتدب منظمة مالطا موفدين وممثلين عنها لدى المنظمات الدولية الآتية:
- المجموعة الأوروبية في بروكسيل.
- المجلس الأوروبي في ستراسبورغ.
- المنظمة الدولية للهجرة IOM في جنيف.
- المعهد الدولي لتوحيد القانون الخاص UNIDROIT في روما.
- الهيئة الدولية للطب العسكريICMM في بروكسل.
- الهيئة الدولية للصليب الأحمر ICRC في جنيف.
- الاتحاد الدولي لجمعية الصليب الأحمر وجمعية الهلال الأحمر في جنيف
- المعهد الدولي للقانون الإنساني في سان ريمو وفي جنيف.
- بنك التنمية IDB في واشنطن.
- المجموعة اللاتينية في سانتو دومينيغو وباريس.

## نشاطها
تضم المنظمة حالياً نحو 12500 فارس و80000 متطوع دائم من مختلف الأديان والمذاهب، وهيئة طبية تشمل 20000 شخص من أطباء، وممرضين ومسعفين، يشكّلون عماد نشاطاتها الإنسانية المنتشرة في مختلف أنحاء العالم.
لمنظمة مالطا وجود دائم في 55 دولة عبر جمعية الفرسان الوطنية وأديار محلية كما وتنشط في 120 دولة من خلال دور الاستشفاء ومراكز طبية ومستوصفات وطواقم اسعاف والمؤسسات الخيرية التابعة لها.
ترفع منظمة مالطا شعار "خدمة أسيادنا الفقراء والمعوزين" في نشاطاتها الإنسانية ولا تولي العرق والدين والانتماء السياسي أية أهمية. ومن أهم أوجه أعمالها الخيرية، عمليات الإسعاف الفوري والطارئ عند وقوع كوارث طبيعية، وفي الميادين التي تشهد نزاعات مسلحة، فتبادر المنظمة في هذه الحالات على إرسال الفرسان والمتطوعين لتوزيع الأدوية ومياه الشفة والمواد الغذائية الضرورية وللمساهمة في كل أعمال "الإغاثة.
عند وقوع كارثة التسونامي في إندونيسيا، وعند حصول هزات أرضية في شمال باكستان والهند وأندونيسيا مطلع هذا القرن، ولمواجهة شح المياه والجفاف في أفريقيا الغربية، ولمساعدة المنكوبين عند اندلاع الحروب في أفغانستان والسودان ولبنان والعراق.

## انجازات
من الممكن إيجاز أبرز إنجازات المنظمة تاريخياً بالآتي:
- علاج مرضى البرص (الجذام) في إفريقيا وآسيا.
- تأهيل وتطوير مستشفى العائلة المقدسة في بيت لحم الذي أقفلته الاضطرابات والنزاعات الأليمة التي شهدتها الضفة الغربية وأعادت المنظمة فتح أبوابه سنة 1990 وقد أحصيت فيه نحو 37000 ولادة منذ ذلك الحين.

## نظام حكمها
يحكم المنظمة ميثاق دستوري بالإضافة إلى ما يعرف برمز الجماعة. وهي تنقسم إلى 6 أديرة رئيسية وستة فرعية و47 جمعية وطنية. يرأسها الرئيس الأعلى (بالإنجليزية Grand Master) وهو ينتخب لمدى الحياة ولديه صفة أمير ورئيس ديني. وقد انتخب الرئيس الحالي الأميرالأخ ماثيو فاستينغ في 11 مارس 2008 من قبل المجلس العام، بعد وفاة سلفه أندرو بيرتي في 7 فبراير 2008.
تتكوّن الهيئة الناخبة في المنظمة من أعضاء المجلس السيادي، الذي يعاون الرئيس الأعلى والذي هو بمثابة حكومة المنظمة، ومن بعض أصحاب المناصب وممثلين عن الأعضاء في هذه الجماعة.
بعيد العام 1990، سمح بدخول أعضاء جدد من غير النبلاء. والجدير بالذكر في هذا السياق، أن العضوية في منظمة مالطا تتم بناءً على مقاربة شخصية، تفترض في المقابل أن يتقدم المرشح بطلب انتساب إليها ويتعهد الالتزام بمبادئ المنظمة وأهدافها.
تضم منظمة مالطا ثلاث فئات من الفرسان:
- الفئة الأولى تضم فرسان العدل (أو الفرسان الناذرون) والقساوسة التقليديين الذين أبرزوا نذورالعفة والطاعة والفقر والذين على رغم تدينهم ليسوا مضطرين على العيش في حياة جماعية، ومن هذه الفئة ينتخب الرئيس الأعلى.
- تلتزم الفئة الثانية من الفرسان قسم الجماعة المبني على الطاعة وتعيش وفق المبادئ المسيحية ومبادئ المنظمة.
- تتكون الفئة الثالثة من فرسان علمانيين ولا يبرزون قسم الطاعة، ولكنهم في المقابل أوفياء لتعاليم الكنيسة والمبادئ العامة لمنظمة مالطا.

## شائعات أخطاء عن المنظمة
من النظريات التي ترى المنظمة أنها أخطاء شائعة عنها:
1. تسميتها المغلوطة بفرسان القديس يوحنا، إن منظمة مالطا ذات السيادة على إدارة مسشفى القديس يوحنا في القدس في القرن الحادي عشر لقبت «بمنظمة استشفائيي مار يوحنا»، وبما أن اسمها الأصلي في الإنكليزية هو The Sovereign Military Hospitaller Order of Saint John of Jerusalem, of Rhodes, and of Malta فالواقع أن القديس يوحنا المعمدان هو شفيع المستشفى والفرسان.
2. ربطها بشركات لا علاقة لها بها مثل بلاك ووتر وجماعات اختفت منذ قرون مثل فرسان المعبد وأسماء وهمية أخرى، حيث تنفي المنظمة علاقتها بها، وسبق أن قدمت قناة الجزيرة فيلما وثائقيا عن المنظمة ويتعرض فيه للأقوال التي ترجح ارتباط المنظمة بشركة بلاك ووتر الأمنية.

## ومراجع
1. ↑  فرسان مالطا نسخة محفوظة 12 مارس 2020 على موقع واي باك مشين.
2. ↑  "Sovereign Order of Malta". Orderofmalta.int. مؤرشف من الأصل في 2015-12-14. اطلع عليه بتاريخ 2016-04-12.
3. ↑  Sainty, Guy Stair, ed. World Orders of Knighthood and Merit, Burke's, August 2006.
4. ↑  The Holy See, the Order of Malta and International Law, Bo J. Theutenberg, ISBN 91-974235-6-4 نسخة محفوظة 28 ديسمبر 2016 على موقع واي باك مشين.
5. ↑  Joint Declaration of SMOM and the Alliance of the Orders of St John of Jerusalem, Rome, 22 October 2004.
6. ↑  "Malta Permanent Mission to the United Nations". Un.int. مؤرشف من الأصل في 2019-03-27. اطلع عليه بتاريخ 2016-04-12.
7. 1 2  As the order's website says, "Its programmes include medical and social assistance, disaster relief in the case of armed conflicts and natural catastrophes, emergency services and first aid corps, help for the elderly, the handicapped and children in need and the provision of first aid training, and support for refugees and internally displaced persons regardless of race, origin or religion."
8. ↑  "The culture of Malta throughout the millenia". malta.com. مؤرشف من الأصل في 2016-03-04.